# Cysterna drogowa

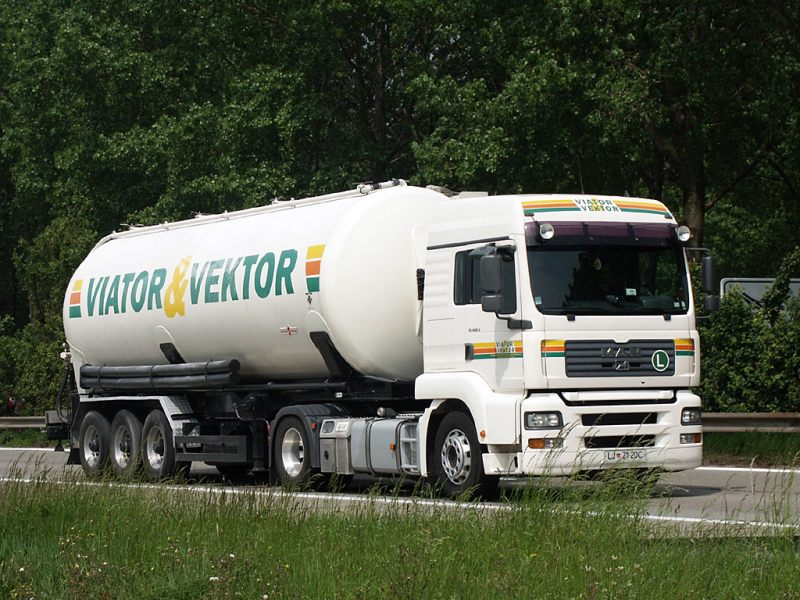
Ciągnik siodłowy MAN z naczepą cysterną do przewozu cieczy i płynów (na fot. olej opałowy)

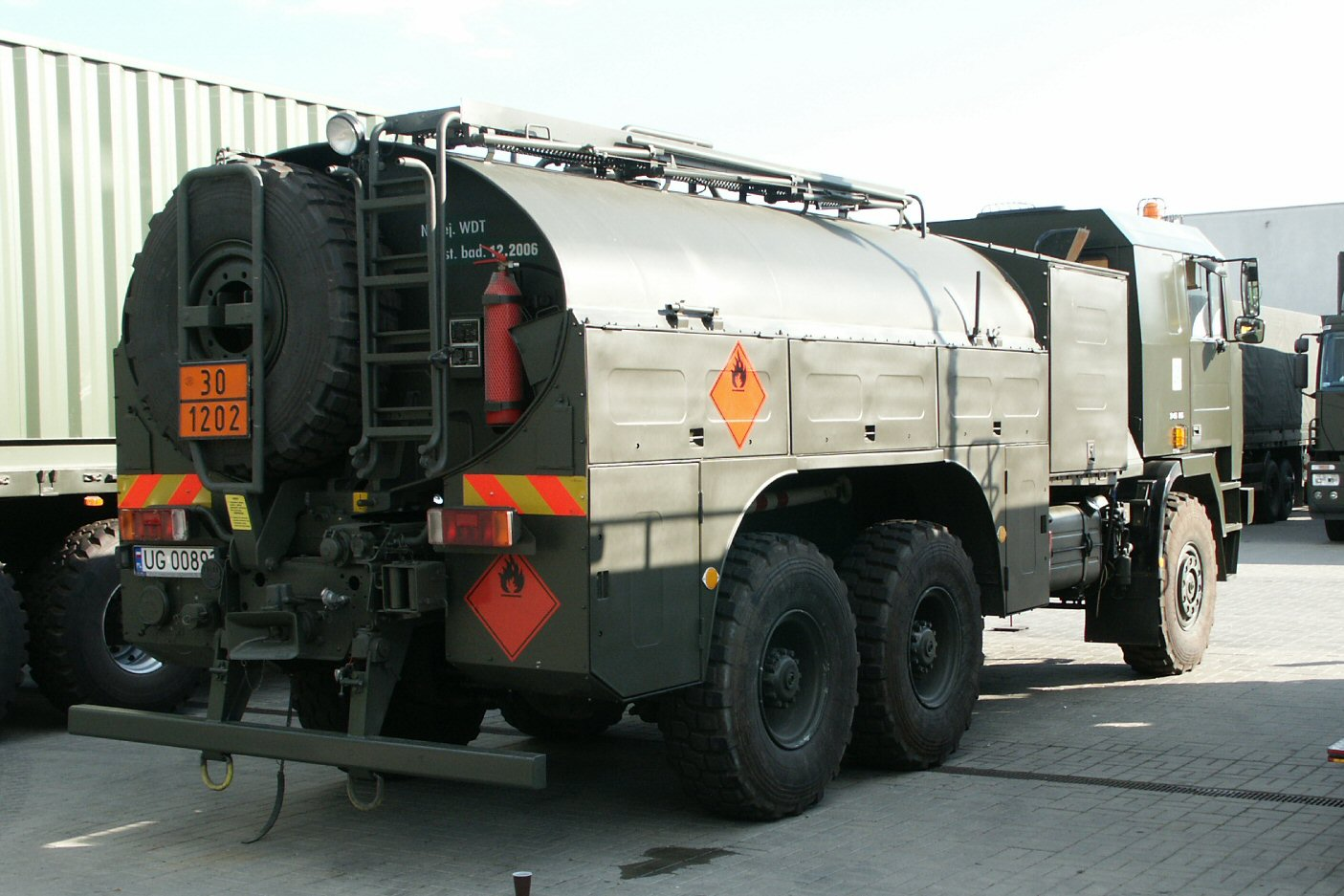
Jelcz P662 przewożący olej napędowy

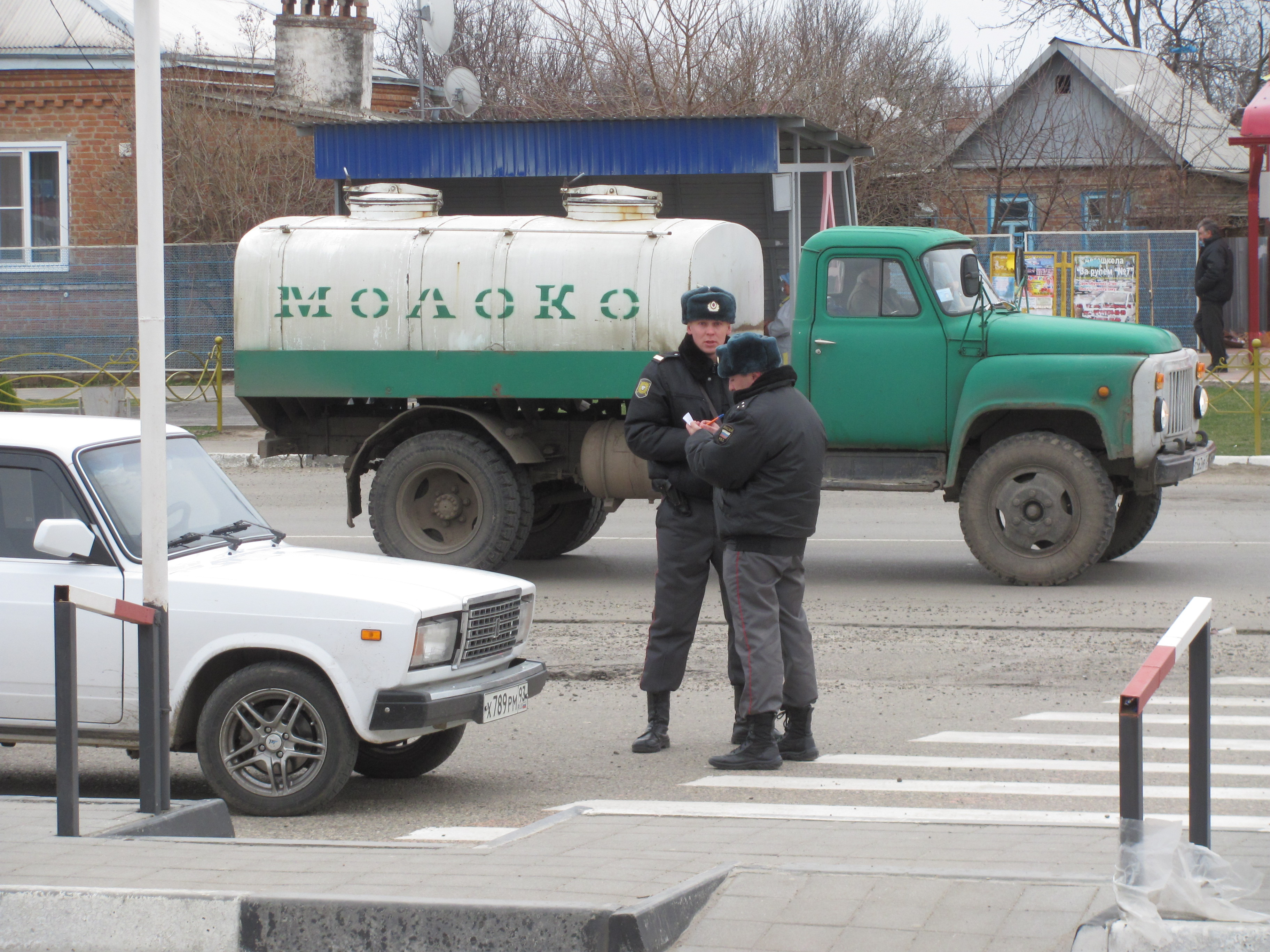
GAZ-53 do przewozu mleka. Na pierwszym planie rosyjscy policjanci w czasie kontroli drogowej

Cysterna drogowa – zbiornik wraz z wyposażeniem obsługowym i konstrukcyjnym umieszczony w sposób trwały na
podwoziu samochodowym, naczepie lub przyczepie, a także kontener zbiornikowy.
Zgodnie z ADR oznacza zbiornik do przewozu cieczy, gazów lub ciał stałych wraz z jego wyposażeniem obsługowym i konstrukcyjnym.